# Saint-Leu-la-Forêt
Saint-Leu-la-Forêt – miejscowość i gmina we Francji, w regionie Île-de-France, w departamencie Dolina Oise.
Według danych na rok 2010 gminę zamieszkiwało 14 766 osób, a gęstość zaludnienia wynosiła 2807 osób/km².